# Cheumatopsyche oxa
Cheumatopsyche oxa là một loài Trichoptera trong họ Hydropsychidae. Chúng phân bố ở miền Tân bắc.